# Sandanella sierpniowa
Sandanella sierpniowa är en insektsart som beskrevs av Irena Dworakowska 1972. Sandanella sierpniowa ingår i släktet Sandanella och familjen dvärgstritar.
Artens utbredningsområde är Vietnam. Inga underarter finns listade i Catalogue of Life.